# Antonia Visconti

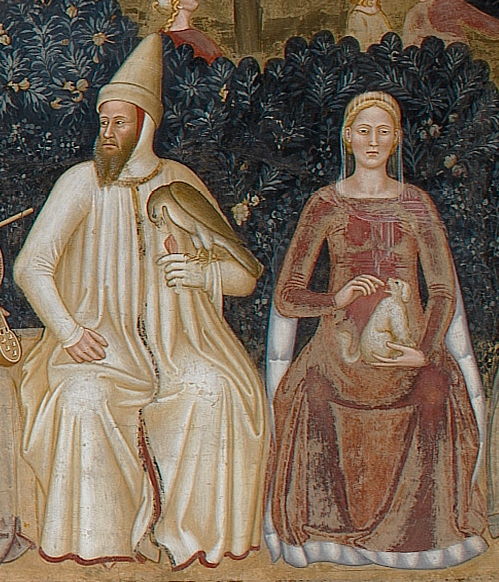
Bernabò Visconti e Beatrice

Antonia Visconti (Milano, 1364 – Stoccarda, 26 marzo 1405) fu contessa di Württemberg.

## Biografia
Era figlia di Bernabò Visconti, signore di Milano, e di sua moglie, Beatrice della Scala. 
Il padre di Antonia, Bernabò, è stato descritto come un despota crudele e spietato. Era anche un implacabile nemico della Chiesa. Conquistò la città papale di Bologna, respinse il papa e la sua autorità, confiscò i beni ecclesiastici e proibì ai suoi sudditi di avere rapporti con la Curia. Fu scomunicato come eretico nel 1363 da papa Urbano V, che predicò la crociata contro di lui. Quando Bernabò era in una delle sue frequenti rabbia, solo la madre, Beatrice, era in grado di avvicinarsi a lui.

## Matrimonio
Dal 1366 fu promessa sposa a Federico IV di Sicilia, re di Sicilia. Dieci anni dopo venne redatto anche il contratto di nozze che prevedeva una dote di diecimila fiorini più altri ventimila fiorini in gioielli. Il matrimonio però non venne mai celebrato: nel 1377 Federico morì.
Nel 1380 una seconda trattativa matrimoniale andò invece in porto e Antonia sposò a Urach Eberardo III di Württemberg (1392-1417), figlio di Ulrico e nipote di Eberardo II di Württemberg. Antonia lasciò quindi Milano per andare a vivere a Stoccarda.
Diede al marito tre figli:
- Eberardo (1388-1419), che, erede del padre, sposò Enrichetta di Mömpelgard;
- Ulrico, morto bambino;
- Ludovico, morto bambino.

## Morte
Antonia morì a Stoccarda nel 1405. Suo marito si risposò nel 1412 con Elisabetta di Nürnberg, da cui ebbe la figlia Elisabetta.

## Ascendenza
|                        |                     |                       | Genitori                 |  |  | Nonni |  |  | Bisnonni          |  |  | Trisnonni         |  |
|                        |                     |                       |                          |  |  |       |  |  | Matteo I Visconti |  |  | Teobaldo Visconti |  |
|                        |                     |                       |                          |  |  |       |  |  | Matteo I Visconti |  |  | Teobaldo Visconti |  |
|                        |                     | Anastasia Pirovano    |                          |  |  |       |  |  | Matteo I Visconti |  |  |                   |  |
| Stefano Visconti       |                     |                       |                          |  |  |       |  |  | Matteo I Visconti |  |  |                   |  |
|                        |                     | Bonacossa Borri       | Squarcino Borri          |  |  |       |  |  |                   |  |  |                   |  |
|                        |                     | Bonacossa Borri       | Squarcino Borri          |  |  |       |  |  |                   |  |  |                   |  |
|                        |                     | Bonacossa Borri       | Antonia                  |  |  |       |  |  |                   |  |  |                   |  |
| Bernabò Visconti       |                     | Bonacossa Borri       |                          |  |  |       |  |  |                   |  |  |                   |  |
|                        |                     | Bernabò Doria         | …                        |  |  |       |  |  |                   |  |  |                   |  |
|                        |                     | Bernabò Doria         | …                        |  |  |       |  |  |                   |  |  |                   |  |
|                        |                     | Bernabò Doria         | …                        |  |  |       |  |  |                   |  |  |                   |  |
| Valentina Doria        |                     | Bernabò Doria         |                          |  |  |       |  |  |                   |  |  |                   |  |
|                        |                     | Eliana Fieschi        | …                        |  |  |       |  |  |                   |  |  |                   |  |
|                        |                     | Eliana Fieschi        | …                        |  |  |       |  |  |                   |  |  |                   |  |
|                        |                     | Eliana Fieschi        | …                        |  |  |       |  |  |                   |  |  |                   |  |
| Antonia Visconti       |                     | Eliana Fieschi        |                          |  |  |       |  |  |                   |  |  |                   |  |
|                        | Alboino della Scala | Alberto I della Scala |                          |  |  |       |  |  |                   |  |  |                   |  |
|                        | Alboino della Scala | Alberto I della Scala |                          |  |  |       |  |  |                   |  |  |                   |  |
|                        | Alboino della Scala | Verde di Salizzole    |                          |  |  |       |  |  |                   |  |  |                   |  |
| Mastino II della Scala | Alboino della Scala |                       |                          |  |  |       |  |  |                   |  |  |                   |  |
|                        |                     | Beatrice da Correggio | Giberto III da Correggio |  |  |       |  |  |                   |  |  |                   |  |
|                        |                     | Beatrice da Correggio | Giberto III da Correggio |  |  |       |  |  |                   |  |  |                   |  |
|                        |                     | Beatrice da Correggio | Elena Malaspina          |  |  |       |  |  |                   |  |  |                   |  |
| Beatrice della Scala   |                     | Beatrice da Correggio |                          |  |  |       |  |  |                   |  |  |                   |  |
|                        |                     | Giacomo I da Carrara  | Marsilio                 |  |  |       |  |  |                   |  |  |                   |  |
|                        |                     | Giacomo I da Carrara  | Marsilio                 |  |  |       |  |  |                   |  |  |                   |  |
|                        |                     | Giacomo I da Carrara  | …                        |  |  |       |  |  |                   |  |  |                   |  |
| Taddea da Carrara      |                     | Giacomo I da Carrara  |                          |  |  |       |  |  |                   |  |  |                   |  |
|                        |                     | Elisabetta Gradenigo  | Pietro Gradenigo         |  |  |       |  |  |                   |  |  |                   |  |
|                        |                     | Elisabetta Gradenigo  | Pietro Gradenigo         |  |  |       |  |  |                   |  |  |                   |  |
|                        |                     | Elisabetta Gradenigo  | Tommasina Morosini       |  |  |       |  |  |                   |  |  |                   |  |
|                        |                     | Elisabetta Gradenigo  |                          |  |  |       |  |  |                   |  |  |                   |  |